# Demetrio de Faros

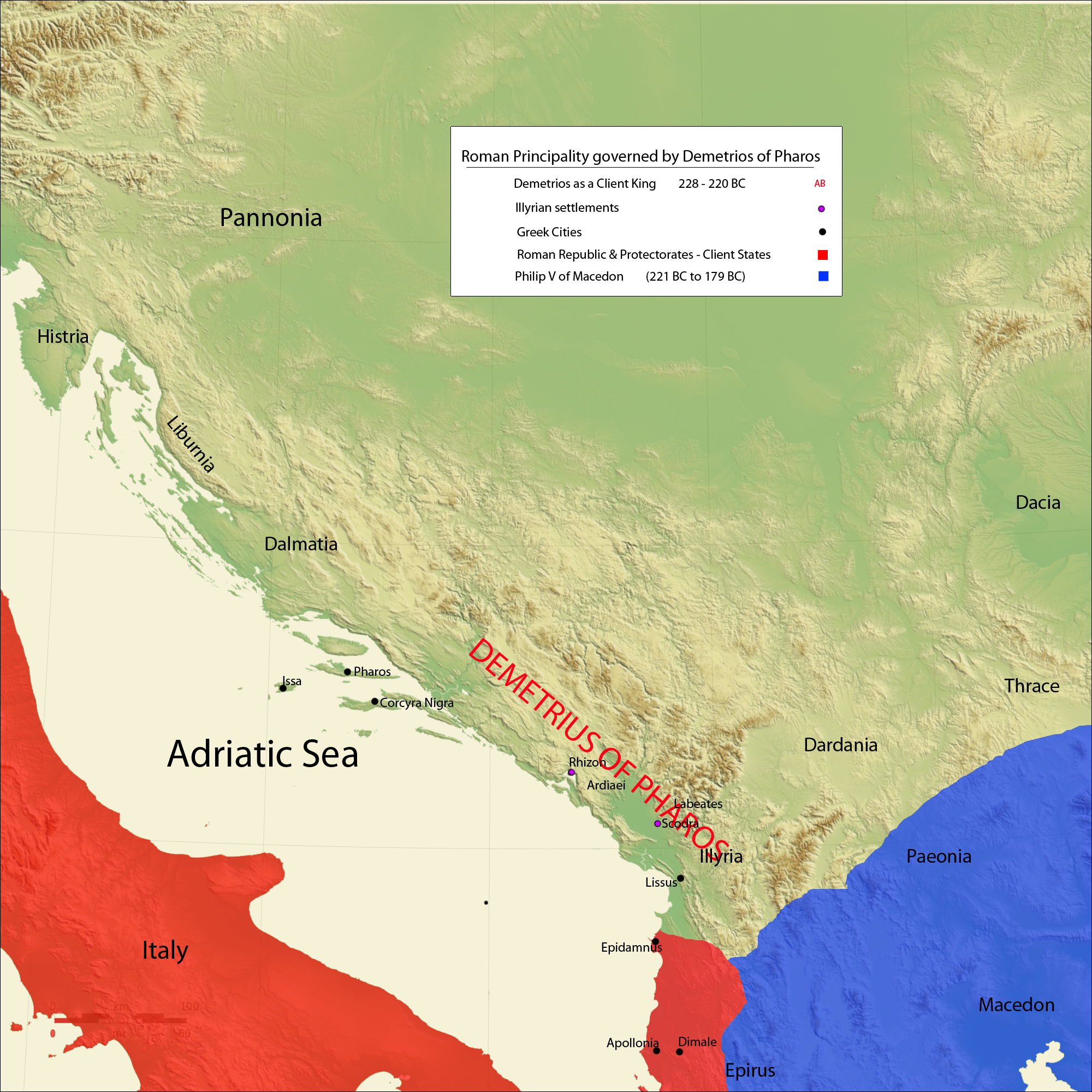
Mapa del territorio de Demetrio de Faros.

Demetrio de Faros era un estadista ilirio célebre por ceder la isla de Corfú a los romanos durante las guerras ilíricas. Cuando terminó el conflicto, el Senado decidió concederle los territorios ilirios que se encontraban en la costa adriática.
La relación entre Demetrio y los romanos cambió radicalmente tras el estallido de un nuevo enfrentamiento entre ambos, que derivó en la expulsión del primero de su reino. Huyó a la corte del rey macedonio Filipo, dónde se convirtió en uno de los más cercanos asesores del monarca. Permaneció en Macedonia hasta 214 a. C., año de su muerte.

## Ascenso al poder

### Gobierno de Faros
Demetrio era de ascendencia helena, oriundo de una colonia establecida en la Isla de Faros - la moderna Isla de Hvar (Croacia) - ubicada en la costa dálmata cercana al Adriático. Durante el reinado de Agrón de Iliria le concedieron la administración de Faros, uno de los puertos más importantes de Iliria. Tras la muerte del monarca (231 a. C.) continuó en su puesto, a lo que no se opuso Teuta, viuda de este y madrastra de Pineo, nacido del primer matrimonio del monarca.

### Primera Guerra Ilírica
En 229 a. C. Teuta asumió el mando y continuó con la política expansionista iniciada por su marido. La primera decisión de la reina sería asediar Corfú, que capituló sin luchar, y nombrar a Demetrio responsable de su administración. No obstante, ese mismo año éste cedió la ciudad a los romanos enviados a combatir a Teuta tras el estallido de la Primera Guerra Ilírica.
Como consecuencia de ello los romanos vencieron rápidamente y la reina tuvo que marcharse a Rhizon - actual Risan (Montenegro). Como recompensa por sus servicios el Senado decretó conceder a Demetrio la mayor parte del territorio y atributos que habían arrebatado a Teuta, convirtiendo el territorio en un estado satélite

## Reinado

### Estabilización
Terminado el conflicto consolidó su posición casándose con Triteura, primera esposa del marido de Teuta y madre de Pineo, heredero del trono de Iliria. Buscó la alianza del monarca macedonio Antígono contra Cleómenes, rey de Esparta. Comandó 1600 soldados ilirios en Selasia (222 a. C.) donde ilirios y macedonios aplastaron a los espartanos. Tras esta victorio Demetrio decidió continuar aumentando su reino, en esta ocasión a expensas de los romanos.

### Piratería
Los ilirios consideraban la piratería como una práctica honorable, y muchos autores apuntan a que era uno de los sectores más lucrativos del reino, aunque cabe señalar también que estas prácticas habían causado el estallido de la Primera Guerra Ilírica.
En el tratado que aceptó Teuta tras caer derrotada existía una cláusula que establecía que las naves ilirias no podían ir más allá de Lissus. No obstante, en 220 a. C. Demetrio violó el pacto al liderar una armada constituida por noventa embarcaciones militares mediante las que, apoyado por los etolios, intentó sin éxito asaltar Pilos, ciudad ubicada en la costa de Mesenia (Peloponeso).
Su ayudante Scerdilaidas abandonó Naupacto a la cabeza de cuarenta naves, con las que esperaba invadir Aquea auxiliado por los etolios. Merced a la ayuda de los traidores del interior de Cinaeta, Scerdilaidas y sus aliados conquistaron esta población, localizada en el norte de Arcadia. No obstante, no pudieron asaltar Clítor. 
Demetrio mientras se adentró en el Mar Egeo. El líder ilirio marchó a las Cícladas, donde ordenó a numerosas islas que le rindieran tributo saqueando a las que rehusaban, pero la presión de las naves rodias le hicieron tener que establecerse en Céncreas (Corinto).
Estos hechos precipitaron el inicio de la Segunda Guerra Ilírica.

### Segunda Guerra Ilírica
En 219 a. C. los senadores resolvieron enviar allí numerosos hombres liderados por el cónsul Emilio Paulo. Cuando tuvo noticias de la dicha resolución Demetrio ordenó ejecutar a todo opositor, ya 
que quería evitar que le sucediera lo mismo que a Teuta. Fortificó Dimale - que cayó en un asedio de una semana - y decidió huir a Faros. 
En Faros, Paulo hizo creer a Demetrio que contaba con muy poco hombres y marchó hacia el sur para tomar el puerto de la isla, cosa que el ilirio no podía permitir. Lo que desconocía Demetrio era que la mayoría de las tropas romanas ya lo habían conquistado, por lo que cuando desplazó a sus hombres acabó siendo rodeado por los dos lados. La batalla derivó en una aplastante victoria romana, y en la huida de Demetrio a la corte del nuevo rey macedonio - Filipo V - que accedió al trono tras la muerte de Antígono, el otrora aliado de Demetrio.

## Consejero de Filipo V

### Primera guerra macedónica
Una vez en Macedonia el nuevo monarca - cuyo padre también se llamaba Demetrio - le recibió calurosamente y le convirtió en uno de asesores más cercanos. Plutarco escribe que Demetrio causó que Filipo centrara su atención en Iliria e Italia.
En 217 a. C. la corte macedonia recibió la noticia de la contundente victoria de Aníbal sobre los romanos en el Trasimeno. Filipo mostró el contenido de la carta a Demetrio, que, viendo la posibilidad de recuperar su reino declaró al monarca que debía cesar las hostilidades con los etolios y centrar su atención en el oeste. Polibio escribe que estas son las palabras de Demetrio:

«La Grecia toda obedece ya ahora vuestras órdenes y las obedecerá en adelante; los aqueos han entrado de voluntad en vuestros intereses; los etolios entrarán de miedo con lo que han sufrido en la guerra presente; con que sólo el paso a Italia puede seros el principio para la monarquía universal. El proyecto a nadie cuadra mejor que a vos, y la ocasión es ahora, que están arruinados los romanos.«.»

El poder de Demetrio resultó evidente en la alianza entre Filipo y Aníbal (215 a. C.) Una de las cláusulas del documento establecía que debía alcanzarse un tratado de paz que incluyera la cesión de Corfú, Apolonia de Iliria, Epidamno, Faros, Dimale y Parthini, y que Demetrio debía ser restituido en el trono de Faros.
Filipo combatió a Scerdilaidas, que accedió al poder tras la derrota de Demetrio, para recuperar parte de los territorios perdidos y expandir sus territorios hacia el oeste. En palabras de Polibio:

«Nada creía era de mayor importancia para otros propósitos que meditaba, y sobre todo para pasar a Italia, como el arreglar primero las cosas de la Iliria. Demetrio incitaba tan de continuo el ánimo del rey a este proyecto, que aun durmiendo soñaba y pensaba en esta expedición Filipo. Esto no lo hacía por amor que le tuviese, apenas tocaba a la amistad un tercer lugar en este asunto; sino por odio que profesaba a los romanos, y principalmente por conveniencia propia, pues sólo así esperaba volver a mandar en Faros.»

Todo ello desembocó en el estallido de la primera guerra macedónica, que asoló las tierras helenas durante un periodo de nueve años (214 a. C.-205 a. C.) y que resultaría en un tratado conocido como la Paz de Fénice. Este documento sólo pudo retrasar el conflicto unos años más.